# Цыганово (озеро)
Цыгано́во (бел. Цыганова) — озеро в Витебском районе Витебской области Беларуси. Относится к бассейну реки Лужеснянка.

## Описание
Площадь поверхности озера 0,24 км². Длина 1,2 км, наибольшая ширина 200 м. Длина береговой линии составляет 4 км. Высота над уровнем моря — 164,8 м.
Котловина озера сильно вытянута в направлении с севера на юг, серповидная. Берега заболоченные. В Цыганово с западной стороны впадает ручей с озеро Лосвидо. В южной части озера вытекает река Должанка.
Цыганово расположено севернее от посёлка Должа. Ближайшая деревня Герасимово находится на расстоянии 1 км в юго-западном направлении. От озера до Витебска 20 км.